# Tomiichi Murayama
Tomiichi Murayama (村山 富市?, Murayama Tomiichi; Ōita, 3 marzo 1924) è un politico giapponese ed è stato Primo ministro del Giappone dal 30 giugno 1994 all'11 gennaio 1996.
Ha guidato il Partito Socialista Giapponese ed è stato responsabile per la sua trasformazione in Partito socialdemocratico giapponese nel 1996 e di cui è stato segretario nazionale fino al 2000, anno del suo ritiro dalla politica attiva. Si è trattato del primo leader socialista del Giappone in quasi cinquant'anni ad essere diventato Primo ministro. Oggi è ricordato soprattutto per il suo discorso in occasione del 50º anniversario della fine della guerra, in cui si scusò pubblicamente per le atrocità del Giappone imperiale commesse durante la seconda guerra mondiale.

## Biografia
Murayama è nato nella prefettura di Ōita il 3 marzo 1924; suo padre era un pescatore. È entrato all'Università di Meiji nel 1943 come studente di filosofia, ma è stato mobilitato nel 1944 e assegnato a lavorare nei cantieri navali Ishikawajima. Più tardi quell'anno, fu arruolato nell'esercito imperiale e assegnato alla 23ª brigata della 23ª divisione come soldato di seconda classe. Fu smobilitato in seguito alla resa del Giappone con il grado di aspirante ufficiale.
Ha iniziato la sua carriera politica come membro del consiglio comunale di Ōita nel 1955 e ha continuato a lavorare per tre mandati. Nel 1963, i suoi sostenitori lo esortarono a candidarsi all'assemblea prefettizia di Ōita. È stato eletto tre volte di seguito. Nel 1972 fu eletto alla Camera dei rappresentanti.
Nell'agosto 1993, dopo le elezioni generali, il Partito socialista giapponese entrò a far parte del gabinetto fino al 1994. Nell'ottobre dello stesso anno, Murayama venne eletto capo del partito. Murayama divenne primo ministro il 30 giugno 1994. Il gabinetto era basato su una coalizione composta dal Partito socialista giapponese, dal Partito Liberal Democratico e dal Nuovo Partito Sakigake.
A causa della coalizione ingombrante, la sua leadership non era forte. Il suo partito si era opposto al Patto di sicurezza tra Giappone e Stati Uniti, ma dichiarò che questo patto era conforme alla Costituzione del Giappone e deluse molti dei suoi sostenitori socialisti. Il suo governo venne pesantemente criticato per non aver affrontato rapidamente il Terremoto di Kobe che colpì il Giappone il 17 gennaio 1995. Solo due mesi dopo, il 20 marzo, la setta religiosa Aum Shinrikyo effettuò un attacco di gas Sarin alla metropolitana di Tokyo.
Come primo ministro, si scusò per le atrocità commesse dal Giappone durante la seconda guerra mondiale. Sotto la sua presidenza in politica sociale furono attuate varie riforme in settori quali i diritti del lavoro, l'assistenza agli anziani, sostegno ai minori e assistenza alle persone con disabilità.
Nel 1995, è stata introdotta una legge sul congedo per assistenza familiare che ha reso obbligatoria per i datori di lavoro un congedo massimo di tre mesi consecutivi per i dipendenti di sesso maschile e femminile che hanno bisogno di prendersi costantemente cura di un membro della famiglia e ha proibito ai datori di lavoro di licenziare i dipendenti per congedo di cura familiare. Vennero create norme di sicurezza relative alle gru mobili, furono aggiornate le leggi sulla sicurezza dalle radiazioni del 1960 e del 1957 e fu estesa la copertura ai lavoratori delle imprese precedentemente escluse. Nel luglio 1995 è entrata in vigore una legge che imponeva una responsabilità rigorosa ai produttori e agli importatori di prodotti difettosi. La legge sull'igiene alimentare dello stesso anno ha introdotto un sistema di sicurezza alimentare.
Un emendamento alla legge sul controllo del possesso di armi da fuoco rese il possesso di armi da fuoco più difficile da ottenere. La legge su scienza e tecnologia approvata nello stesso anno forniva il nuovo quadro della politica scientifica e tecnologica giapponese. La legge sulla salute mentale fu rivista per migliorare le cure psichiatriche e mediche e la riabilitazione psichiatrica, mentre un emendamento alla legge sulla salute mentale introdusse un sistema per fornire un manuale di salute e benessere per le persone con disturbi mentali. Un piano d'azione del governo per le persone con disabilità venne avviato e furono inoltre introdotte nuove misure per l'occupazione.
Alle successive elezioni della Camera dei Consiglieri giapponesi del 1995, il suo partito perse alcuni seggi e Murayama espresse il desiderio di dimettersi da primo ministro nonostante l'opposizione dei suoi sostenitori. Fu sostituito da Ryutaro Hashimoto, capo del Partito Democratico Liberale.